# ボイス・トゥ・スカル
ボイス・トゥ・スカル（英語: Voice-to-Skull、略称: V2K）は、マイクロ波聴覚効果（フレイ効果）技術を搭載した、指向性を発揮する脳内音声装置とそのシステムやプロセスの総称である。アメリカの神経科学者であるアラン・H・フレイが1961年に発表した。それらは「神の声兵器」や「人工テレパシー」とも比喩されている。"Voice-to-Skull" の日本語直訳は「頭蓋骨への声」。

## 概要
音声を記憶させたパルス波形のマイクロ波を特定対象者（ターゲット）に照射すると、外耳を介さずに頭蓋骨伝導で脳神経に共鳴し、特定対象者の潜在意識に（メッセージとして）形成する事が可能な神経系のサブリミナル音響操作、または不可聴音（サイレント・サウンド）技術とし、複数の米国特許番号とそれぞれの開発者が公表されている。

### アメリカ合衆国特許
- マイクロ波聴覚効果 特許番号：3951134号 発案者:アラン・H・フレイ[3]
- 1989年12月28日 マインドコントロールに必要なマイクロ波技術 特許番号：458339号[4]
- 1992年10月27日 サイレント・サブリミナル・プレゼンテーションシステム 特許番号：5159703号[5]
- 1997年10月31日 神経系のサブリミナル音響操作 特許番号：6017302号 発案者：Loos; Hendricus G.[6]
  - 米国特許商標庁 [7]

## 用途

### 非致死性兵器
- 1997年にカリフォルニア州のヘンドリカス.Gが取得した神経系のサブリミナル音響操作特許権の概要は、被験人体に大気音響パルスの周波数を共振調整することで、サブリミナルの感覚共鳴を励起する。1/2 Hzの共鳴は自律神経系の感覚に影響し、使用される1/2 Hzに近い音響周波数の正確な調整により、リラクゼーション、眠気、または性的興奮を引き起こし共存する可能性を示す。2.5 Hzの特定では大脳皮質へのプロセス[8] に減速があり、眠気や見当識に影響し、これらに深いサブリミナル効果を発生し共鳴させるには、音響強度を特定範囲に維持する必要があり、その装置は充電式携帯端末用のサブオーディオ音響放射源で適切に構成される。この仕組みの装置は、一般大衆にリラクゼーション、睡眠、性的興奮などを及ぼす補助として、臨床的には不眠症、てんかん発作、不安障害の治療、および振戦制御に使用が可能である。即ち、法執行機関がスタンドオフの状況下にある際に、標的を絞った被験者（ターゲット）に眠気や見当識障害を引き起こす目的で使用する非致死性兵器として応用し、その場合のサブオーディオは『パルス周波数マイクロ波を大気呼吸する通気音響単極子デバイスを使用する頭蓋骨伝導の音声送信＝V2Kシステム』が望ましいとしている[9]。
- 米国 Sierra Nevada Corporationのプロジェクト「サイレント・オーディオ（耳からは聞こえない音声）を使い暴徒を抑止する／Mob Excess Deterrent Using Silent Audio」→ その頭文字から「MEDUSA」と称する非致死性兵器は、マイクロ波をパルス波形にして人に照射すると、頭部との相互作用で頭の中から発せられたような音が聞こえる現象が起き、この音はマイクロ波の照射範囲にいない者には聞こえないマイクロ波聴覚効果を利用した軍事用音声装置と発表し報じられた[10][11]。

### その他
- 1998年に認可された米国特許の警報装置システムには、1 GHzから約40 GHzの周波数を用いたマイクロ波エネルギーパルスの方法により精密機器から鳥を追い払うことが可能と記載されている。鳥の聴覚構造から検知されるミリ秒の持続時間のパルスを生成することにより鳥の行動を制御、風力タービン、航空機など保護されたオブジェクトへの侵入を防ぐとし[12]、空港付近での電子かかしアプリケーションとして一つの使用範囲としている[13]。
- 特定対象だけに音声を届ける広告利用など、第5世代移動通信システム(5G)に向け技術開発が進んでいる[14][15]。

## 各国の報道と裁判

### ロシア
- 2017年9月、インターネット出版のフリープレス社（ロシア語版）は、米国では市民個人の人格を完全にコントロールするシステムを導入するため、民兵用電磁技術である V2K（Voice to Skull）に基づく実験が行われているとし、その対象者は『TI（ターゲット・インディビジュアル）』と呼ばれ、V2Kに組み込まれた非常に高度な技術は遠隔から対象者の思考を読み取り、痛み・憎しみ・恐れなどの感情を操作、疑似思考を植え付ける。特定人物へ目標設定し、対象者の視神経および聴覚システムに「接続」「DNA共鳴」が可能であり、これらV2K技術実験は大規模な社会工学プログラムとして使用され、社会的権限に貧しい人々、ホームレスの人々、無防備な人々を対象に行われていると指摘。特定した人物のDNAを使用し共振周波数を調整し収集、作成した対象者に関連するデータベースは「新世界秩序」確立の議題の1つとしていると示唆、それらを「陰湿な権力のカルト」と勁烈な批判を報じた[16]。

### オランダ
- 2019年、行政機関が集中するドレンテ州 アッセン地区の法廷・病院・ベイラー通りのビルで「Stop V2K Exodus 22：18」という同じテキストの落書きがされる件が多発した。落書きのテキストは旧約聖書の出エジプト記22章18節を参照し  "Voice to Skull" に対する抵抗行為の可能性が推測されている[17]。

### スペイン
- 2019年9月、5G国際電気通信環境推進に努めるネットメディアのZONAMOVILIDAD.ES社は、エレクトロニック・ハラスメント被害者協会であるVIACTEC[18] について「犯罪組織から電子戦兵器で遠隔攻撃されていると信じる人々を集めているが、確信を示す証拠が欠如している」と指摘、代わりに「SAR放射は特定の吸収率として変換され生体組織が吸収する（電場と磁場の相伴った波で構成される）電磁エネルギーの平均量を意味し、携帯電話のSARが低いほどモバイルデバイスの送信の安全性が高まりユーザーの健康状態が向上する」と論じる記事を自社サイトに掲載した[19]。指摘を受けたVIACTEC協会のウェブサイトで報告されている内容は「Voice to Skull：考えを読み取られる（メモリリーク）身体のさまざまな部分に電流を流される、放射線熱、振動、圧力、耳鳴り、ブーンという音、窮屈な音、耳の振動、頭のうずきと推論の精神的なブロック等、使用される電磁機器は "機密サービスに由来する"」更に「VIACTEC協会はスペイン内務省から承認されており、当局は科学警察が犯罪者を検挙することが可能な証拠を保持している状況を認識している上で "保護しない" 」と主張、エレクトロニック・ハラスメント被害者擁護と人権法の改革に向けた取り組みを維持している[20][21][22]。

### 中国
- 江西省に住む男性が、2008年以降から毎日24時間マイクロ波聴覚効果技術による脳内音声送信があるとし、北京市の中央政府に陳情活動を行った。この男性が脳内音声を自覚した事は、2008年当時に江西省武寧県公安局（警察署）の邱国華 局長の腐敗問題を地元の規律検査委員会へ通報した経緯にあり「中国当局のV2Kシステムは移動通信網ネットワークが構築されていて、飛行機や地下鉄に乗っている時も常に遠隔操作でマイクロ波照射され脳内音声を送られる」と主張している。2019年、この男性に対し公安部（省）陳情窓口担当者は「全国の県レベルの警察機関は、人間の脳の観察と思考を盗聴する設備は配置され、マイクロ波を対象者に照射し脳内音声送信が可能な監視体制にある」と返答、中国国防報による軍事目的のエレクトロニック・ハラスメントに関する記事の転載を中国国営メディアが報じた[23]。

### タイ
- 2016年、首都バンコクで「V2Kマインドコントロール（脳内音声による心理的虐待)」の苦情を叫ぶ女性が首相官邸内へ侵入[24]。
- 2018年8月29日、タイにおけるターゲット・インディビジュアル（TI）被害者団体の先駆である「STOP MIND CONTROL VICTIM IN THAILAND」は、米国組織のTI-USA.Org[25] の協力を得て、バンコクのラーチャダムヌン・ノーク通りに在するタイ国連[26] 前に集結し、V2K脳内音声送信、及び遠隔神経監視(RNM)、衛星技術を濫用した集団的マインドコントロール、（日本では"集団ストーカー"と称される）ギャング・ストーキング[27]、MKウルトラによる人権侵害を総じて訴える集会「TI-DAY」に参加決行し、政府と国際社会に支援を呼びかけた[28]。関連政府機関は過去に主張されたTI被害者の訴えを否定している[29]。
- 2020年2月、タイ憲法保護協会事務局長のスリスワン・チャンヤ[30] は、多くのタイ国民が「V2K MIND CONTROL／スパイ衛星兵器のテスト・ラット同様にされている」とし、人権侵害を訴える被害者団体を率い タイ国家人権委員会（NHRC） に調査を要求した[31][32]。
- 2020年10月、英語日刊情報誌のバンコクポストは「（当時）プラユット暫定首相の辞任と王室改革を求める反政府デモはタイ国外の人々から資金提供され、先導している若者はV2K音声送信テクノロジーによりマインドコントロールされている」事の示唆を陰謀論の一つとして寄稿を掲載した[33]。

### アメリカ合衆国内の裁判
- 2013年8月、ペンシルベニア州ピッツバーグ住民のフレデリック・バンクスは、米国連邦政府が主導する"ボイス・トゥ・スカル" V2Kマイクロ波兵器を使用した攻撃の標的とされた米国人TI(ターゲット・インディビジュアル)数千人の被害者の一人であると訴え「不明な数程の連邦裁判官と合衆国の隠密政府機関」および当時の米国検事総長エリック・ホルダー含むその他の司法長官に対し、連邦政府へV2Kプログラム実行に対する停止命令の要求と、総額6億5000万ドルの補償を求める民事訴訟を起こした。バンクス原告は、過去にノースイーストオハイオ矯正センター（N.E.O.C.C.）（英語版）に収監された経緯を不当とし、政府に対し訴訟を繰り返した事がマイクロ波兵器による攻撃の標的にされた理由と主張した。ペンシルベニア州中部地区連邦地方裁判所（英語版）の主席裁判官クリストファー・C・コナー（英語版）は、バンクス原告の主張を「まったく信じられないほど妄想的」とし棄却。原告が行った当件訴訟に関連する活動従事を禁止する法的措置を下した[34][35][36]。

## 脳内音声技術／人工テレパシーを題材とした作品
- 米国制作のSFドラマ『X-ファイル The X-Files』(1970年代のマイクロ波技術装置・V2K、P300反応研究を引用し描かれたシーズンがある)[37]。
- 2013年のフジテレビのドラマ『ガリレオ2 第3回 心聴る』[38]
- 2020年3月に放送されたドイツ制作のテレビ映画『タートオルト:エピソード1126 頭の中の戦争 Tatort: Krieg im Kopf 』[39][40][41]